# San Ciprián (San Justo)
San Ciprián de Sanabria es una localidad del municipio de San Justo, en la comarca de Sanabria, provincia de Zamora (España).

## Localización
Se accede desde una carretera que parte de la que conduce al lago, pasando por Pedrazales y Trefacio. Desde esta localidad se observa una bella panorámica de la sierra Cabrera, a la que se puede acceder, por el margen derecho del arroyo de Carambilla, que conduce hasta el pico Faeda (2021 metros), una de las posibles cumbres.

## Historia
Durante la Edad Media, San Ciprián quedó integrado en el Reino de León, cuyos monarcas acometieron la repoblación de la comarca de Sanabria. Tras la independencia de Portugal del reino leonés en 1143 habría sufrido por su situación geográfica los conflictos entre los reinos leonés y portugués por el control de la frontera, quedando estabilizada la situación a inicios del siglo XIII.
Posteriormente, en la Edad Moderna, San Ciprián fue una de las localidades que se integraron en la provincia de las Tierras del conde de Benavente y dentro de esta en la receptoría de Sanabria. No obstante, al reestructurarse las provincias y crearse las actuales en 1833, San Ciprián, aún como municipio independiente, pasó a formar parte de la provincia de Zamora, dentro de la Región Leonesa, quedando integrado en 1834 en el partido judicial de Puebla de Sanabria. En 1970, el municipio de San Ciprián se integró en el de San Justo.

## Geografía humana

### Demografía
| Gráfica de evolución demográfica de San Ciprián entre 1842 y 1960 |
| |
| Población de derecho según los censos de población del INE Población de hecho según los censos de población del INEEntre el censo de 1970 y el anterior, este municipio desaparece porque se integra en el municipio 49189 (San Justo) |

## Fiestas

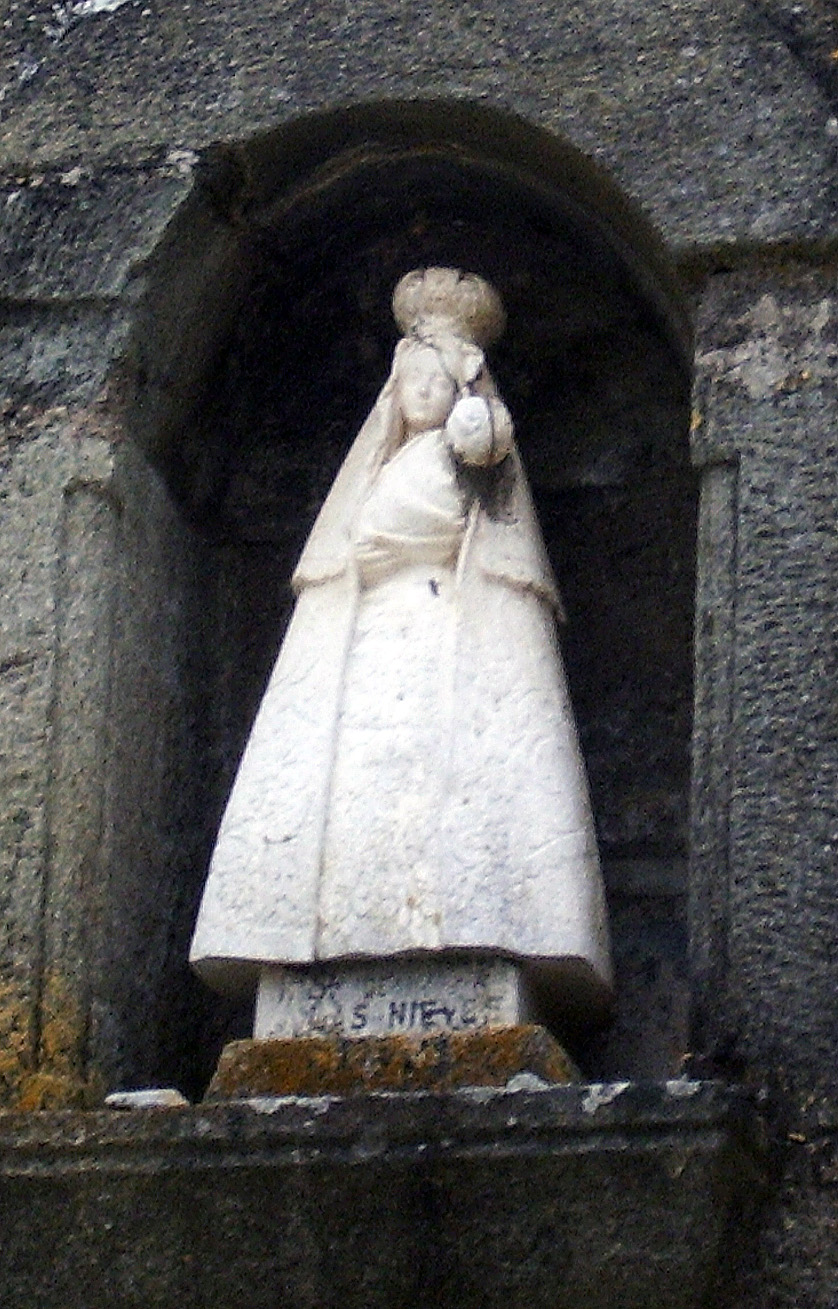
Virgen de las Nieves de San Ciprián de Sanabria.

San Ciprián celebra la Virgen de las Nieves, el 5 de agosto.